# Orchideae
Orchideae — триба орхідних однодольних рослин із родини зозулинцевих. Таксон був розділений на дві підтриби, Orchidinae і Habenariinae. Однак, хоча деякі філогенетичні дослідження встановили монофілію субтриб, родові межі нечіткі, при цьому багато родів, як традиційно описуються, є парафілетичними або навіть поліфілетичними. Види родів, такі як Habenaria і Platanthera, були поміщені в обидві підтриби. Молекулярно-філогенетичне дослідження 2017 року виявило, що обидві підтриби справді утворили клади, але формально не визнало Habenariinae через відсутність родів і невизначеність щодо родових меж. Азійські види Orchideae, зокрема, зазнали неодноразових змін родового розміщення з 2012 року.

## Роди
Роди, включені в молекулярно-філогенетичне дослідження 2017 року, перераховані нижче. Як зазначалося вище, деякі загальні межі залишаються невизначеними; Habenaria, зокрема, не монофілетична:
1. Anacamptis
2. Benthamia
3. Bonatea
4. Brachycorythis
5. Chamorchis
6. Cynorkis
7. Dactylorhiza
8. Diplomeris
9. Galearis s.l. (у т. ч. Aceratorchis, Amerorchis & Neolindleya)
10. Gennaria
11. Gymnadenia (у т. ч. Nigritella)
12. Habenaria (не монофілетичний)
13. Hemipilia (у т. ч. кілька видів, раніше віднесених до Amitostigma & Ponerorchis)
14. Herminium
15. Himantoglossum
16. Hsenhsua
17. Neotinea
18. Ophrys
19. Orchis s.s.
20. Pecteilis
21. Peristylus
22. Physoceras
23. Platanthera  s.l.
24. Ponerorchis s.l. (у т. ч. Amitostigma & Neottianthe)
25. Pseudorchis
26. Satyrium
27. Schizochilus
28. Serapias
29. Shizhenia
30. Sirindhornia
31. Stenoglottis
32. Steveniella
33. Silvorchis
34. Traunsteinera
35. Tsaiorchis
36. Tylostigma